# Хорват, Михай
Михай Хорват (венг. Mihaly Horvath; 20 ноября 1809, Сентеш — 19 августа 1878, Карловы Вары) — венгерский политический и религиозный деятель, историк, активный участник революции 1848—1849 в Венгрии. Министр образования и религии (1849).

## Биография
Окончил гимназию в Сегеде, после чего получил духовное образование. В 1844—47 годах преподавал венгерский язык в Терезиануме. С 1848 года епископ.
В январе 1849 года был избран депутатом венгерского государственного собрания в Дебрецене от комитат Веспрем. С мая 1849 года входил в революционное правительство Берталана Семере, где занимал должность министра духовных дел и просвещения.
После разгрома венгерской революции эмигрировал из страны; жил в Швейцарии, во Франции, в Бельгии и других странах.
По решению австрийского суда в 1851 году был приговорен к смертной казни. В 1866 году амнистирован и в 1867 году возвратился в Венгрию. В дальнейшем являлся приверженцем партии Деака.

## Творчество
Хорват оставил после себя значительное историко-публицистическое наследие. В подавляющем большинстве его работ рассматриваются и оцениваются события венгерской революции 1848—49 годов, а также жизнь дореволюционной Венгрии, очевидцем и непосредственным участником которой являлся сам автор. Исторические труды Хорвата по своей сути являются хроникальным описанием событий тех лет, пронизанными пониманием прогрессивной роли и политического значения революции. В то же время, оставаясь на политических позициях среднего дворянства, Хорват замалчивает факты классовой борьбы в революции, сводя её лишь к борьбе «единого венгерского народа» против австрийцев. Хорват в своих произведениях также поддерживал созданную в период революции легенду о добровольном отказе венгерских дворян от своих привилегий и об освобождении крестьян от крепостной зависимости.

## Избранные сочинения
- «25 лет из истории Венгрии с 1823 по 1848» (Fünfundzwanzig Jahre aus der Geschichte Ungarns, von 1823—1848, Bd. 1-2, Leipzig 1867).
- «История борьбы Венгрии за независимость в 1848-49» (Magyarorszag függetlensegi harzanak törtenete 1848 es 1849-ben, köt-1-3, Pest 1871-72).